# 4572 Brage
4572 Brage (1986 RF) là một tiểu hành tinh vành đai chính được phát hiện ngày 8 tháng 9 năm 1986 bởi Poul Jensen ở Brorfelde.